# Die Linke
Die Linke (z niem. Lewica) – niemiecka lewicowa partia polityczna, powstała 16 czerwca 2007 ze zjednoczenia Die Linkspartei.PDS i WASG.  Ideologią partii jest socjalizm demokratyczny, niemniej jednak występuje w niej wiele frakcji.

## Zarząd partii
Aby podkreślić zasadę równouprawnienia, na czele partii stoi polityczny tandem złożony z mężczyzny i kobiety. Po utworzeniu nowego ugrupowania Klaus Ernst oraz Gesine Lötzsch zostali wybrani liderami partii. 10 kwietnia 2012 Gesine Lötzsch zrezygnowała z pozycji współlidera partii ze względu na chorobę męża. W czerwcu tego samego roku odbył się zjazd przedstawicieli partii w Getyndze, na którym wyłoniono nowych przewodniczących ugrupowania i partyjny zarząd. Współprzewodniczącymi partii zostali 34-letnia Katja Kipping z Saksonii i zachodnioniemiecki działacz Bernd Riexinger. Zdaniem komentatorów wybory władz partii udowodniły wewnątrzpartyjne tarcia między frakcjami. Uwidoczniły się dwie najsilniejsze frakcje, radykalna skupiona wokół Oskara Lafontaine’a oraz reformatorska, tworzona głównie przez postkomunistów z terenów byłej Niemieckiej Republiki Demokratycznej.

## Przedstawiciele w parlamentach
Lewica ma swoich przedstawicieli w parlamencie federalnym (Bundestagu), we wszystkich parlamentach krajowych (landtagach) we wschodniej części Niemiec oraz w czterech w zachodnich Niemczech. W Berlinie partia współuczestniczy w lokalnej koalicji rządzącej z SPD, w pozostałych nowych krajach związkowych (Brandenburgii, Meklemburgii-Pomorzu Przednim, Saksonii, Saksonii-Anhalcie i Turyngii) jest w opozycji. Krótko przed zjednoczeniem partii, do parlamentu Wolnego Hanzeatyckiego Miasta Bremy wybrano przedstawicieli Linkspartei oraz startujących z jej listy członków WASG. W wyborach 27 stycznia 2008 Lewica wprowadziła swoich posłów do landtagów dwóch dalszych „starych” krajów związkowych, Hesji i Dolnej Saksonii, gdzie zdobyła odpowiednio 5,1% i 7,1% poparcia, zaś 24 lutego 2008 zdobyła 6,4% poparcia i wprowadziła swych przedstawicieli do Bürgerschaft w Hamburgu.
7 czerwca 2009 odbyły się w Niemczech wybory do Parlamentu Europejskiego, w których Lewica zdobyła blisko 2 mln głosów, czyli 7,5% i powiększyła swoją reprezentację z 7 do 8 deputowanych. Lewica należy w Parlamencie Europejskim do frakcji Zjednoczona Lewica Europejska – Nordycka Zielona Lewica (ZLE/NZL), która pozycjonuje się na lewo od PES. 24 czerwca 2009 przewodniczącym frakcji jednogłośnie wybrano Lothara Bisky’ego (zastąpił francuskiego komunistę Francisa Wurtza). Do Bundestagu XIX kadencji weszła m.in. Żaklin Nastić, polityczka urodzona w Gdyni.

## Program partii
Podstawowe wartości partii to demokracja, wolność, równość, sprawiedliwość i solidarność, nierozerwalnie połączone z pokojem, ochroną środowiska (poglądy ekologiczne) i emancypacją. W swoim programie partia sprzeciwia się militaryzacji i prywatyzacji, krytykując zarówno koncentrację kapitału w rękach prywatnych, jak i prymat międzynarodowych rynków finansowych. Twierdzi, że prywatna kontrola nad kapitałem wielkich przedsiębiorstw powinna być uszczuplona na rzecz instrumentów demokratycznych, które miałyby być zarówno sprawiedliwe, jak i efektywne. Kluczowe działy gospodarki powinny zostać oddane pod opiekę państwa, by prawdziwie demokratyczna kontrola i organizacja stały się możliwe.
W swoim programie partia odwołuje się do haseł Karola Marksa i bierze społeczną odpowiedzialność za zdrowie, zasoby wody i energii, rozwój regionów wiejskich i miejskich, publiczny transport lokalny i dalekobieżny, powszechnie dostępną edukację publiczną, godne życie w starszym wieku oraz rozwój kultury i nauki. Obiecują zwalczanie wszelkich form dyskryminacji na tle płci, wyznania i orientacji seksualnej.
Za dotychczasowe niepowodzenia i intensyfikację globalnego kryzysu ekologicznego partia wini „przejście z polityki państwa dobrobytu regulowanego kapitalistycznie do radykalnie rynkowej, neoliberalnej polityki”. Proponuje „odrodzenie” w oparciu o zasady solidarności społecznej. Postrzega indywidualność każdego z ludzi oraz zaprzestanie realizowania tradycyjnych ról przypisanych do płci jako szansę na rozwój indywidualny. Partia jest przeciwna polityce „wspierania i wymagania”, która klasyfikuje bezrobocie jako problem jednostki. Zamiast tego chce opracować zasady, które sprawią, że własny rozwój stanie się możliwy dla każdego.
W 2011 r. partia uchwaliła nowy zaktualizowany program. W sferze międzynarodowej partia domagała się zakończenia wszystkich operacji militarnych Bundeswehry i wycofania wojsk niemieckich z Afganistanu. Partia obiecała, że nie wejdzie do żadnego rządu, który będzie kontynuował dotychczasową politykę militarną i dozbrajanie. W programie znalazł się zapis dotyczący nałożenia zakazu importu broni zza granicy. Zdaniem działaczy Lewicy Niemcy powinny dążyć do opuszczenia struktur NATO; zdaniem partii sojusz powinien zostać rozwiązany. Lider partii Klaus Ernst stwierdził, że zmiany te „To kamień milowy w naszej historii”.
Pod względem gospodarczym partia zaproponowała radykalne zmiany, polegające między innymi na:
- nacjonalizacji dużych, istotnych gospodarczo, prywatnych przedsiębiorstw i przekształceniu ich w majątek publiczny, komunalny czy spółdzielczy,
- opodatkowaniu dużych koncernów, spadków i wielkich majątków,
- wprowadzeniu płacy minimalnej w wysokości 60% przeciętnego wynagrodzenia i 30-godzinnego tygodnia płacy,
- zniesieniu zasiłku socjalnego tzw. Hartz IV i zlikwidowaniu reformy dotyczącej podniesienia wieku emerytalnego do 67 lat.

Duże kontrowersje wywołał zapisek dotyczący legalizacji wszystkich narkotyków, łącznie z heroiną i kokainą. Lider partii wyjaśnił jednak, że chodzi o „odkryminalizowanie uzależnionych, zorganizowanie im pomocy i wydawanie narkotyków w sposób legalny i kontrolowany”. Partia podkreśliła, że wszystkie te zmiany byłyby realizowane drogą długofalowych reform.

### Stosunek do Rosji
Kontrowersje w działalności Die Linke budzi m.in. stosunek do rosyjskiej inwazji na Ukrainę, gdyż Die Linke współodpowiedzialność za nią przypisuje NATO i Stanom Zjednoczonym. W 2023 r. Sahra Wagenknecht, ówczesna współprzewodnicząca Die Linke, współorganizowała protesty przeciwko przekazywaniu broni ukraińskiej armii. Również przed pełnoskalową rosyjską inwazją Die Linke wspierała różne postulaty Federacji Rosyjskiej w zakresie polityki bezpieczeństwa w Europie Środkowo-Wschodniej.

## Frakcje
Lewica ma wiele wewnętrznych klubów, często określonych jako platformy:
- Antykapitalistyczna Lewica (niem. Antikapitalistische Linke) – krytyczna wobec udziału w koalicjach. Uważa, że udział w rządzie powinien być uzależniony od minimalnych kryteriów (w tym braku prywatyzacji, braku zaangażowania wojennego i bez cięć w wydatkach socjalnych). Przedstawicielami tej grupy są Tobias Pflüger, Cornelia Hirsch(inne języki) i Ulla Jelpke(inne języki)[11].

- Platforma Komunistyczna (niem. Kommunistische Plattform, KPF) – została utworzona, jako tendencja wewnątrz PDS. Jest mniej krytyczna wobec NRD niż inne grupy, przy tym wykazuje przywiązanie do ortodoksyjnego marksizmu. Celem strategicznym KPF jest „budowanie nowego społeczeństwa socjalistycznego, wykorzystując pozytywne doświadczenia realnego socjalizmu i uczenia się na błędach”. Jej główną liderką jest Sahra Wagenknecht. W maju 2008 roku platforma miała około 961 członków, czyli około 1% z krajowej przynależności w partii.

- Socjalistyczna Lewica (niem. Sozialistische Linke) – została utworzona w sierpniu 2006 roku i obejmuje zwolenników keynesizmu i komunistów reformatorów, a także trockistowską organizację Linksruck będącą członkiem Międzynarodowej Tendencji Socjalistycznej. Grupa stara się ukierunkować partię w kierunku ruchu robotniczego. Wielu przywódców Socjalistycznej Lewicy to dawni członkowie WASG. Socjalistyczna Lewica sympatyzuje z holenderską Partią Socjalistyczną i włoskim Odrodzeniem Komunistycznym.

- Emancypacyjna Lewica (niem. Emanzipatorische Linke, Ema.Li) – prąd obejmujący zwolenników wolnościowego socjalizmu. Popiera zdecentralizowane społeczeństwa i wspieranie ruchów społecznych. Głównymi przedstawicielami platformy są Katja Kipping i Caren Lay[12].

- Reformatorska Lewica (niem. Netzwerk Reformlinke) – została założona w 2003, jako tendencja w PDS. Promuje socjaldemokratyczne stanowisko i wspiera współpracę z Socjaldemokratyczną Partią Niemiec i Sojusz 90/Zieloni. Prominentnym członkiem sieci jest Petra Pau[13].

- Forum Demokratyczno-Socjalistyczne (niem. Forum demokratischer Sozialismus) – jest demokratyczno-socjalistyczną frakcją, która była pierwotnie częścią PDS. Wspiera udział w rządach koalicyjnych, programowo jest blisko Reformatorskiej Lewicy[14].

Oprócz głównych platform istnieje duża liczba grup lewicowych współpracujących z dawnymi PDS i WASG, w tym Linksruck (obecnie znana jako Marx21). Z partią współpracuje także Niemiecka Partia Komunistyczna, której niektóre oddziały regionalne zawiązały sojusz z Lewicą. Partia jednak nie przyłączyła się do struktur Lewicy.

## Poparcie

Poparcie dla partii według okręgów wyborczych w wyborach parlamentarnych w 2017 roku

| Wybory | Poparcie | Zmiana punktów procentowych | Mandaty (Bundestag) | Zmiana |
| ------ | -------- | --------------------------- | ------------------- | ------ |
| 1990   | 2,4%     | –                           | 17                  | –      |
| 1994   | 4,4%     | 2                           | 30                  | 13     |
| 1998   | 5,1%     | 0,7                         | 36                  | 6      |
| 2002   | 4%       | 1,1                         | 2                   | 34     |
| 2005   | 8,7%     | 4,7                         | 54                  | 52     |
| 2009   | 11,9%    | 3,2                         | 76                  | 22     |
| 2013   | 8,6%     | 3,3                         | 64                  | 12     |
| 2017   | 9,2%     | 0,6                         | 69                  | 5      |
| 2021   | 4,9%     | 4,3                         | 39                  | 30     |
| 2025   | 8,8%     | 3,9                         | 64                  | 25     |

| Wybory | Poparcie | Zmiana punktów procentowych | Mandaty | Zmiana | L. miejsc dla Niemiec |
| ------ | -------- | --------------------------- | ------- | ------ | --------------------- |
| 1994   | 4,7%     | –                           | 0       | –      | 99                    |
| 1999   | 5,8%     | 1,1                         | 6       | 6      | 99                    |
| 2004   | 6,1%     | 0,3                         | 7       | 1      | 99                    |
| 2009   | 7,5%     | 1,4                         | 8       | 1      | 99                    |
| 2014   | 7,39%    | 0,11                        | 7       | 1      | 96                    |
| 2019   | 5,5%     | 1,9                         | 5       | 2      | 96                    |